# Championnats panaméricains de cyclisme sur piste de 2017
Navigation
Championnats panaméricains 2016 Championnats panaméricains 2018
Les championnats panaméricains de cyclisme sur piste de 2017 ont lieu du 30 août au 3 septembre 2017 au National Cycling Centre de Couva, à Trinité-et-Tobago.

## Podiums
| Épreuves                | Or                                                                | Argent                                                             | Bronze                                                                       |
| ----------------------- | ----------------------------------------------------------------- | ------------------------------------------------------------------ | ---------------------------------------------------------------------------- |
| Compétitions masculines |                                                                   |                                                                    |                                                                              |
| Kilomètre               | Fabián Puerta Colombie                                            | Santiago Ramírez Colombie                                          | Quincy Alexander Trinité-et-Tobago                                           |
| Keirin                  | Fabián Puerta Colombie                                            | Hugo Barrette Canada                                               | Leandro Bottasso Argentine                                                   |
| Vitesse individuelle    | Hugo Barrette Canada                                              | Fabián Puerta Colombie                                             | Jair Tjon En Fa Suriname                                                     |
| Vitesse par équipes     | Colombie Rubén Darío Murillo Fabián Puerta Santiago Ramírez       | Trinité-et-Tobago Kwesi Browne Njisane Phillip Nicholas Paul       | Argentine Leandro Bottasso Pablo Perruchoud Juan Pablo Serrano               |
| Poursuite individuelle  | Derek Gee Canada                                                  | Jay Lamoureux Canada                                               | Ignacio Prado Mexique                                                        |
| Poursuite par équipes   | Canada Aidan Caves Jay Lamoureux Derek Gee Bayley Simpson         | États-Unis Eric Young Logan Owen Daniel Summerhill Adrian Hegyvary | Chili Elías Tello Luis Fernando Sepúlveda Cristian Cornejo Antonio Cabrera   |
| Course aux points       | Eric Young États-Unis                                             | Antonio Cabrera Chili                                              | Edwin Ávila Colombie                                                         |
| Américaine              | États-Unis Zachary Carlson Zak Kovalcik                           | Argentine Tomás Contte Sebastián Trillini                          | Colombie Jordan Parra Edwin Ávila                                            |
| Scratch                 | Hugo Velázquez Argentine                                          | Bryan Gómez Colombie                                               | Clever Martínez Venezuela                                                    |
| Omnium                  | Ignacio Prado Mexique                                             | Aidan Caves Canada                                                 | Tomás Contte Argentine                                                       |
| Compétitions féminines  |                                                                   |                                                                    |                                                                              |
| 500 mètres              | Jessica Salazar Mexique                                           | Martha Bayona Colombie                                             | Mandy Marquardt États-Unis                                                   |
| Keirin                  | Martha Bayona Colombie                                            | Mandy Marquardt États-Unis                                         | Daniela Gaxiola Mexique                                                      |
| Vitesse individuelle    | Daniela Gaxiola Mexique                                           | Yuli Verdugo Mexique                                               | Madalyn Godby États-Unis                                                     |
| Vitesse par équipes     | États-Unis Madalyn Godby Mandy Marquardt                          | Canada Stephanie Roorda Amelia Walsh                               | Venezuela Mariaesthela Vilera Yolimar Pérez                                  |
| Poursuite individuelle  | Kelly Catlin États-Unis                                           | Kinley Gibson Canada                                               | Mailín Sánchez Cuba                                                          |
| Poursuite par équipes   | Canada Ariane Bonhomme Kinley Gibson Devaney Collier Meghan Grant | Mexique Sofía Arreola Yareli Salazar Jessica Bonilla Mayra Rocha   | Cuba Arlenis Sierra Marlies Mejías Mailín Sánchez Yeima Torres Claudia Barro |
| Course aux points       | Jennifer Valente États-Unis                                       | Angie González Venezuela                                           | Stephanie Roorda Canada                                                      |
| Américaine              | Canada Allison Beveridge Stephanie Roorda                         | États-Unis Kimberly Geist Kimberly Zubris                          | Mexique Sofía Arreola Mayra Rocha                                            |
| Scratch                 | Jennifer Valente États-Unis                                       | Marlies Mejías Cuba                                                | Allison Beveridge Canada                                                     |
| Omnium                  | Jennifer Valente États-Unis                                       | Yareli Salazar Mexique                                             | Angie González Venezuela                                                     |

## Tableau des médailles
Soixante médailles ont été distribuées lors des compétitions. Pour la première fois la course à l'américaine féminine attribue des médailles.
| Rang  | Nation            | Or | Argent | Bronze | Total |
| ----- | ----------------- | -- | ------ | ------ | ----- |
| 1     | États-Unis        | 7  | 3      | 2      | 12    |
| 2     | Canada            | 5  | 5      | 2      | 12    |
| 3     | Colombie          | 4  | 4      | 2      | 10    |
| 4     | Mexique           | 3  | 3      | 3      | 9     |
| 5     | Argentine         | 1  | 1      | 3      | 5     |
| 6     | Venezuela         | 0  | 1      | 3      | 4     |
| 7     | Cuba              | 0  | 1      | 2      | 3     |
| 8     | Chili             | 0  | 1      | 1      | 2     |
| _     | Trinité-et-Tobago | 0  | 1      | 1      | 2     |
| 10    | Suriname          | 0  | 0      | 1      | 1     |
| Total | Total             | 20 | 20     | 20     | 60    |